# Созомен
Созомен (полное имя Саламан Эрмий Созомен, греч. Σαλαμίνιος Ερμείας Σωζομενός, ок. 400—450 гг.) — византийский адвокат, раннехристианский писатель-историк, автор «Церковной истории».

## Биография
Созомен родился в Палестине, селении Вифелия близ Газы. Год его рождения не известен и оценивается, лишь исходя из продолжительности жизни. В пятой книге своей «Истории» он упомянул, что его дед обратился к христианской вере после чудесного исцеления одного своего родственника Алафиана неким монахом Иларионом.
Созомен получил начальное образование в христианской традиции под руководством своих родственников,
затем изучал судебное законоведение в училище правоведения в финикийском Берите (совр. Бейрут). Познания он применил в Константинополе, работая, по словам Фотия, схоластиком (адвокатом в совр. понимании).
По словам самого Созомена первым его литературным сочинением было сокращение Церковной Истории от Рождества Христова до низвержения императора Лициния в 324 году. Этот труд не дошёл до нашего времени. Продолжением «Сокращения» стал его главный труд, «Церковная история» (Εκκλησιαστική Ιστορία) в 9 книгах. По замыслу автора она должна охватывать события от 3-го консульства кесарей Криспа и Константина до 17-го консульства Феодосия Младшего, то есть период 324—439 гг. Однако «История» оканчивается 423 годом.
Предположительно, завершить замысел писателю не позволила смерть. В книге 9 главе 4 Созомен упоминает константинопольского патриарха Прокла как уже умершего. Также во введении Созомен обращается к императору Феодосию как к правящему монарху. Так как Прокл скончался в 446 году, а Феодосий в 450, то отсюда довольно точно оценивают время написания труда и очень приблизительно — год смерти Созомена.

## «Церковная история»
Константинопольский патриарх Фотий (IX век) оставил краткий отзыв о сочинении Созомена, заметив, что его литературный стиль лучше, чем у более раннего Сократа Схоластика. Созомен, создавая свою «Историю», многое заимствовал из «Церковной Истории» Сократа, однако передал содержание своими словами, не копируя буквально. Также Созомен в отличие от Сократа не сочувствовал учению Оригена и не разделял интереса к эллинской поэзии и философии.
В качестве других источников Созомена исследователи отмечают Руфина, Евсевия, Евтропия, Евнапия.
«Вообще, хотя история Созомена по своему значению ниже истории Сократа, однакож современный историк, изучающий IV и V века, не может обойтись без Созомена», - писал русский историк Церкви, византинист Лебедев.
По убеждениям Созомен представлял ортодоксальное направление в христианстве, что особенно заметно по прославлению им влиятельной в церковных кругах сестры императора Пульхерии. Созомен так изложил разбиение и содержание своего труда:

«Первые две книги будут обнимать церковные события при Константине; третья и четвертая — при сыновьях его; пятая и шестая — при племяннике сыновей Константина Великого Юлиане, а также при Иовиане, Валентиниане и Валенте; седьмая и восьмая покажут нам события при братьях Грациане и Валентиниане — до взошествия на престол божественного твоего деда Феодосия. Здесь же будет рассказано и о том, державный Государь, как славный ваш отец Аркадий, вместе с благочестивейшим твоим дядею Гонорием, наследовал власть родителя и получил в управление римскую империю. А девятую книгу я отложил для описания Христолюбивых и благочестивых подвигов Вашего Величества [Феодосия Младшего]».